# Svea (Schiff, 2019)
Die Svea ist ein Forschungsschiff der Sveriges lantbruksuniversitet.

## Geschichte
Das Schiff wurde auf Basis des Typs ST-367 des im norwegischen Ålesund ansässigen Schiffsarchitekturbüros Skipsteknisk für die Anforderungen der Sveriges lantbruksuniversitet und des Sveriges meteorologiska och hydrologiska institut angepasst. Für das Konzept zeichnete das schwedische Schiffsarchitekturbüro SSPA Sweden verantwortlich. Überlegungen, ein vorhandenes Schiff der KBV-001-Serie der schwedischen Küstenwache umzubauen, wurden verworfen.
Das Schiff wurde am 19. Januar 2017 bestellt. Es wurde unter der Baunummer V-108 auf der spanischen Werft Astilleros Armon Vigo gebaut. Die Kiellegung fand am 24. Oktober 2017, der Stapellauf am 18. Juli 2018 statt. Das Schiff wurde am 4. Juli 2019 abgeliefert. Die Baukosten beliefen sich auf 445 Mio. SEK (rund 38,6 Mio. Euro). Getauft wurde es am 25. September 2019 in Lysekil. Taufpatin war Victoria von Schweden. Der Schiffsname „Svea“ ist ein schwedischer Vorname und findet auch in Mutter Svea, der schwedischen Nationalallegorie, Verwendung.
Das Schiff ersetzte die bereits 2011 außer Dienst gestellte Argos (in der Zwischenzeit griffen die schwedischen Forschungsinstitute auf das dänische Forschungsschiff Dana und das finnische Forschungsschiff Aranda zurück). Es wird von der Sveriges lantbruksuniversitet betrieben, steht aber auch dem Sveriges meteorologiska och hydrologiska institut zur Verfügung. Bereedert wird das Schiff von Sjöfartsverket. Das Schiff ist in Lysekil registriert und hat dort auch seinen Liegeplatz. Haupteinsatzgebiete des Schiffes sind Ostsee, Kattegat und Skagerrak.

## Technische Daten und Ausstattung
Der Antrieb erfolgt dieselelektrisch durch zwei Elektromotoren mit jeweils 1000 kW Leistung, die auf einen Festpropeller wirken. Außerdem steht eine ausfahrbare Propellergondel im Bugbereich zur Verfügung, die von einem Elektromotor mit 860 kW Leistung angetrieben wird. Das Schiff ist mit je einem von einem Elektromotor mit 600 kW Leistung angetriebenen Bug- und Heckstrahlruder ausgestattet. Das Schiff verfügt über ein System zur dynamischen Positionierung.
Für die Stromerzeugung stehen zwei Caterpillar-Dieselgeneratoren mit jeweils 1350 kW Leistung und ein Caterpillar-Dieselgenerator mit 783 kW Leistung zur Verfügung. Außerdem wurde ein von einem Scania-Dieselmotor angetriebener Notgenerator verbaut. Die Dieselmotoren werden mit hydriertem Pflanzenöl betrieben. Sie sind mit Partikelfiltern und einem System zur Reduktion von Stickoxyden ausgerüstet. Während der Hafenliegezeiten in Lysekil wird das Schiff mit Landstrom versorgt.
An Bord sind mehrere Laborräume eingerichtet. Auf der Steuerbordseite befindet sich ein CTD-Hangar. Das Schiff ist mit mehreren Kranen und Hebewerkzeugen ausgerüstet, darunter ein Heckgalgen, der 8 t heben kann, und ein Davit für das Aussetzen und Einholen einer CTD-Rosette. An Bord befinden sich mehrere Winden für das Schleppen von Netzen und Forschungsgeräten. Das Schiff ist mit verschiedenen Echoloten und Sonaren und anderen Messgeräten ausgerüstet. Diese sind teilweise in zwei ausfahrbaren Instrumententrägern untergebracht. Das Schiff ist für den Einsatz von ROV eingerichtet. An Deck können drei 20-Fuß-Container oder zwei 20-Fuß- und zwei 10-Fuß-Container mitgeführt werden.
An Bord ist Platz für 15 Besatzungsmitglieder und 13 Wissenschaftler, die in Einzelkabinen untergebracht werden können.
Das Schiff erfüllt die Vorgaben des International Council for the Exploration of the Sea in Bezug auf das Emittieren von Unterwasserschall (ICES 209). Der Rumpf des Schiffes ist eisverstärkt (Eisklasse 1B). Das Schiff kann 16 Tage auf See bleiben und dabei rund 4000 Seemeilen zurücklegen.